# Labus punctatus
Labus punctatus är en stekelart som beskrevs av Meade-waldo. Labus punctatus ingår i släktet Labus och familjen Eumenidae. Inga underarter finns listade i Catalogue of Life.